# Dennis Taylor
Dennis Taylor (* 19. Januar 1949 in Coalisland, County Tyrone, Nordirland) ist ein nordirischer Snookerspieler und -kommentator. Taylor wurde 1972 Profispieler und erreichte in der Saison 1979/80 mit dem zweiten Weltranglistenplatz seine beste Weltranglistenplatzierung. Im Jahr 1985 besiegte er im sogenannten Jahrhundertmatch – dem Finale der Snookerweltmeisterschaft 1985 – den Engländer Steve Davis auf die letzte schwarze Kugel und gewann damit zum einzigen Mal die Snookerweltmeisterschaft.
Vor allem in den 1980er-Jahren spielte Taylor in der Weltspitze mit. Zum Ende des 20. Jahrhunderts stagnierten seine Ergebnisse. Er beendete im Jahr 2000 seine Profikarriere. In der nächsten Saison war er zwar noch auf der Weltrangliste geführt, bestritt jedoch keine Spiele mehr. Nach dem Ende seiner Karriere wurde er Snookerkommentator bei der BBC, wobei er schon während seiner aktiven Karriere in verschiedenen Fernsehshows aufgetreten war.

## Karriere

### Anfänge als Amateur und erste Profijahre
Als Neunjähriger begann Taylor, Snooker zu spielen. Fünf Jahre später gewann er bereits die lokale Meisterschaft der Erwachsenen. 1966 zog er nach England in die Nähe von Blackburn um und gewann 1968 die nationale U19-Meisterschaft im English Billiards. Vor seiner Karriere als Snookerspieler arbeitete Taylor in einer Papiermühle.
Mit 23 Jahren nahm Taylor 1972 an der nordenglischen Snooker-Meisterschaft teil, wo er nach einem Sieg über Ron Swift im Viertelfinale am späteren Profi Ray Edmonds scheiterte. Noch im selben Jahr wurde er zur Saison 1972/73 Profispieler. Wegen der geringen Anzahl von Turnieren spielte er erst im Rahmen der Snookerweltmeisterschaft 1973 – dem wichtigsten Turnier der Tour – gegen den ein Jahr älteren Kanadier Cliff Thorburn sein erstes Profispiel, das er im letzten Frame mit 8:9 verlor. In der nächsten Saison kam mit den Norwich Union Open für ihn ein weiteres Turnier hinzu, wo er im Rahmen der Erstaustragung mit 4:1 gegen Alwyn Lloyd sein erstes Profispiel gewann. Im anschließenden Achtelfinale scheiterte er jedoch an Alex Higgins, dem Weltmeister von 1972 aus Nordirland. Bei der Snookerweltmeisterschaft verlor er sein Auftaktspiel mit 1:8 gegen den Waliser Marcus Owen.

### 1974–1977: Etablierung auf der Tour
Schon in der Saison 1974/75 erreichte er seine ersten Endspiele. Zu Beginn der Saison besiegte er bei den Canadian Open, die später auch unter dem Namen Canadian Masters geführt wurden, unter anderem Alex Higgins, ehe er im Finale am Kanadier Cliff Thorburn mit 6:8 scheiterte. Nach einer Auftaktniederlage bei den Norwich Union Open erreichte er beim Pot Black – bei dem pro Partie jeweils nur ein Frame gespielt wurde – nach überstandener Gruppenphase sowie einem Halbfinalsieg über den achtfachen Weltmeister Fred Davis das Finale. Hier verlor er jedoch mit 27:81 nach Punkten deutlich gegen Graham Miles. Bei der Snookerweltmeisterschaft besiegte er Perrie Mans, Gary Owen sowie erneut Fred Davis, bevor er im Halbfinale am Australier Eddie Charlton scheiterte. Zum Ende der Saison wurde er zum Pontins Professional, einem von Pontins gesponserten Turnier, eingeladen, wo er aber sein Auftaktspiel gegen den späteren Finalisten und Weltmeister John Spencer verlor. Zum Ende der Saison wurde erstmals eine Order of Merit aufgestellt, die aus den Ergebnissen der letzten drei Weltmeisterschaften errechnet wurde und als Setzliste für die nächste WM dienen sollte. Taylor belegte den neunten Platz vor Cliff Thorburn. Im Mai nahm er des Weiteren an den Pontins Spring Open – einem ebenfalls von Pontins gesponserten Pro-am-Event, bei dem Profis und Amateure teilnahmen – teil, wo er im Achtelfinale gegen Paul Medati verlor.
Auch die nächste Saison begann mit den Canadian Open, wo er diesmal im Viertelfinale an Alex Higgins scheiterte. Beim Pot Black erreichte er wieder das Finale, wo er sich diesmal John Spencer geschlagen geben musste. Daraufhin erhielt er die Möglichkeit, am Masters teilzunehmen, wo er aber sein Auftaktspiel gegen John Pulman verlor. Das Masters sollte später neben der Snookerweltmeisterschaft und dem 1977 eingeführten UK Championship als Triple-Crown-Turnier gelten. Bei der Snookerweltmeisterschaft gelang ihm ein Sieg über Gary Owen, ehe er Viertelfinale am späteren Weltmeister Ray Reardon scheiterte. Zum Saisonabschluss nahm er wieder am Pontins Professional teil, wo er sein Auftaktmatch gegen Ray Reardon mit 4:7 verlor. Zum Ende der Saison wurde die Order of Merit des Vorjahres durch die erste Weltrangliste ersetzt. Taylor behielt auch dort den neunten Platz. Im Mai 1976 nahm er wieder am Pro-Am-Event Pontins Spring Open teil, wo er im Viertelfinale am Engländer Willie Thorne scheiterte.
Zu Beginn der Saison 1976/77 verlor Taylor sein Auftaktmatch beim World Professional Matchplay Championship gegen den Australier Paddy Morgan, ehe er beim Pot Black in der Gruppenphase ausschied. Nach einer weiteren Auftaktniederlage beim Masters erreichte er mit Siegen über Jack Karnehm, Perrie Mans und Doug Mountjoy das Halbfinale der Snookerweltmeisterschaft, wo er mit 16:18 Cliff Thorburn unterlag. Beim Pontins Professional schied er zum Saisonabschluss ebenfalls in der Gruppenphase aus. Auf der Weltrangliste gelang dank der Halbfinalteilnahme bei der WM ein Sprung auf den vierten Platz hinter Weltmeister Reardon, John Spencer sowie dem Australier Eddie Charlton. Anfang Mai nahm er wieder bei den Pontins Spring Open teil, wo er unter anderem den späteren Profi Mike Hallett besiegte, bevor er im Halbfinale am Waliser Terry Griffiths scheiterte.

### 1977–1981: Erste WM-Finalteilnahme 1979 und Etablierung in der Weltspitze
Zum Start der Saison 1977/78 erreichte Taylor das Halbfinale der Canadian Open, wo er dem dreifachen Weltmeister John Spencer unterlag. Nach einer Auftaktniederlage beim neu eingeführten UK Championship, bei dem bis zur Öffnung 1984 nur britische Spieler teilnahmeberechtigt waren, spielte er gegen Alex Higgins im Finale der irischen Profimeisterschaft, gegen den er jedoch die zweite Austragung des Turnieres mit 7:21 deutlich verlor. Anschließend verlor er beim Masters und beim Irish Masters, das über mehrere Jahrzehnte auf der Tour bleiben sollte, erneut gegen Alex Higgins seine Auftaktspiele, ehe er im Achtelfinale der Snookerweltmeisterschaft sein Auftaktmatch gegen Fred Davis verlor. Nachdem Taylor in den Gruppenphase vom Pontins Professional und vom Pot Black ausgeschieden war, gewann er beim Golden Masters, einem nur zwei Mal ausgetragenen Turnier, nach einer Halbfinalniederlage gegen Doug Mountjoy das Spiel um Platz drei mit 3:0 gegen Graham Miles. Durch die frühe Niederlage bei der WM verlor Taylor auf der Weltrangliste wieder vier Plätze, sodass er für die kommende Saison auf dem achten Platz gelistet war. Im Amateurbereich gelang ihm bei den Pontins Spring Open der Einzug ins Viertelfinale, wo er gegen Noch-Amateur Steve Davis, der zu Beginn der nächsten Saison Profispieler werden sollte, ausschied.
Die nächste Saison begann für Taylor mit einer Auftaktniederlage beim UK Championship, bevor er beim Holsten Lager International im Viertelfinale an Graham Miles scheiterte. Anschließend belegte er beim Bombay International hinter John Spencer den zweiten Platz der Gruppe. Bei der Snookerweltmeisterschaft besiegte er anschließend Steve Davis, Ray Reardon und John Virgo, sodass er ins WM-Finale einzog. Er traf auf den Waliser Terry Griffiths, der ebenfalls überraschend ins WM-Finale eingezogen war. Über weite Teile war das Endspiel zwar ausgeglichen, doch beim Stande von 15:15 ging Griffiths uneinholbar in Führung und gewann mit 16:24 seine einzige Weltmeisterschaft. Zum Saisonabschluss verlor er außerdem noch sein Auftaktmatch beim Golden Masters, was aber keinen Einfluss darauf hatte, dass Taylor dank seiner WM-Finalteilnahme auf Platz zwei der Weltrangliste aufgestiegen war. Dieser blieb für ihn die beste Weltranglistenplatzierung seiner Karriere.
Nach einem Jahr Abstinenz nahm Taylor zum Start der Saison 1979/80 wieder an den Canadian Open teil, wo er im Viertelfinale sich Kirk Stevens geschlagen geben musste. Anschließend besiegte er beim UK Championship Willie Thorne und Patsy Fagan, bevor er im Halbfinale von John Virgo besiegt wurde. Nach dem Ausscheiden in der Gruppenphase des Bombay Internationals überstand er beim Pot Black zwar die Gruppenphase, verlor aber anschließend im Halbfinale gegen Eddie Charlton und im Spiel um Platz drei gegen Doug Mountjoy. Nach einer Auftaktniederlage beim Classic, das 1985 zum Ranglistenturnier wurde, gegen Alex Higgins überstand Taylor Gruppenphase des Tolly Cobbold Classics, doch im Finale des Turnieres unterlag er erneut Alex Higgins mit 4:5. Nach einer Auftaktniederlage beim Masters gegen Ray Reardon sowie dem Ausscheiden in der Gruppenphase des Irish Masters erreichte er nach überstandener Gruppenphase das Halbfinale des British Gold Cups – dem Vorläufer der British Open, in dem er sich Ray Reardon geschlagen geben musste. Anschließend traf Taylor im Kampf um die irische Profimeisterschaft auf Alex Higgins, doch diesmal gewann Taylor mit 21:15 seinen ersten Main-Tour-Titel. Kurz darauf verlor er gegen Jim Wych sein Auftaktspiel in der WM-Hauptrunde, bevor er beim Pontins Camber Sands nach Siegen über Weltmeister Cliff Thorburn sowie Doug Mountjoy ins Finale einzog und dort mit 7:9 gegen Alex Higgins verlor. Durch die erneute frühe Niederlage bei der WM verlor Taylor erneut vier Plätze auf der Weltrangliste und landete auf dem sechsten Platz. Im Amateurbereich gewann Taylor mit einem 7:5-Sieg über Geoff Foulds das Pro-Am-Event Pontins Camber Sands Open.
Zum Start der nächsten Saison scheiterte Taylor mit nur einem kampflosen Sieg in vier Spielen in der Gruppenphase des Champion of Champions, einem weiteren Einladungsturnier, sodass er erst beim anschließenden UK Championship mit 9:6 gegen Eddie Sinclair sein erstes richtiges Spiel während der Saison gewann. Anschließend jedoch unterlag er im Viertelfinale Terry Griffiths. Kurz darauf erreichte Taylor beim Classic nach Siegen über Terry Griffiths und Ray Reardon das Finale, das er aber mit 1:4 gegen Steve Davis verlor. Nach einer Auftaktniederlage beim Masters scheiterte Taylor im Viertelfinale des Irish Masters an Alex Higgins, bevor er im Halbfinale der Yamaha Organs Trophy erneut Steve Davis unterlag. Daraufhin konnte er jedoch gegen Patsy Fagan seinen Titel bei der irischen Profimeisterschaft mit einem Sieg im Decider – also mit 22:21 – verteidigen. In der anschließenden WM-Hauptrunde verlor er nach einem Sieg über Kirk Stevens im Viertelfinale gegen Doug Mountjoy, der später im Finale gegen Steve Davis verlieren sollte. Auch in seiner Auftaktpartie beim Saisonabschluss in Prestatyn traf er auf Mountjoy und Taylor verlor erneut – diesmal mit 4:5. Auf der Weltrangliste konnte sich Taylor dennoch um einen Platz auf Rang 5 verbessern. Im Mai nahm er zum letzten Mal an den Pontins Spring Open teil, wo er aber sein Auftaktmatch gegen Cliff Wilson verlor.

### 1981–1984: Abstieg in die unteren Top 16
Zum Start der Saison 1981/82 erreichte Taylor nach Siegen über Rex Williams, John Virgo und Dave Martin das Finale der International Open, das er mit 0:9 gegen Steve Davis deutlich verlor. Daraufhin verlor Taylor aber fünf Auftaktpartien in Folge, unter anderem beim UK Championship und beim Masters, bevor er beim Tolly Cobbold Classic die erfolgreichen Youngsters Jimmy White und Tony Knowles besiegte, bevor er sich im Finale erneut Steve Davis geschlagen geben musste. Nachdem Taylor beim International Masters, in der Halbfinalgruppe ausgeschieden war, gewann Taylor nach einem White-wash über Tommy Murphy das Finale der irischen Profimeisterschaft mit 16:13 gegen Alex Higgins. Beim Irish Masters verlor Taylor im Viertelfinale gegen Ray Reardon, ehe er mit 7:10 sein Auftaktmatch in der WM-Hauptrunde gegen den südafrikanischen Tourneuling Silvino Francisco verlor. Zum Saisonabschluss verlor er – wie schon im Vorjahr – beim Pontins Professional seine Auftaktpartie gegen Doug Mountjoy. Wegen seiner Niederlage gegen Francisco in der ersten WM-Hauptrunde verlor Taylor auf der Weltrangliste acht Plätze, sodass er in der nächsten Saison auf Rang 13 gelistet sein sollte. Dies war insofern wichtig, als mit Beginn der folgenden Saison nicht mehr nur die Weltmeisterschaft als Ranglistenturnier gewertet wurde, sondern auch andere Turniere – wie die International Open – zum Ranglistenturnier hochgestuft wurden und somit auch bei diesen Turnieren die Weltrangliste als Setzliste verwendet werden sollte.
Nach einer Halbfinalniederlage beim Scottish Masters, das jahrelang als Einladungsturnier Bestandteil der Main Tour war, zu Beginn der nächsten Saison erreichte Taylor bei den International Open das Viertelfinale, in dem er sich John Virgo geschlagen geben musste. Kurz darauf zog er beim Professional Players Tournament – das zweite neue Ranglistenturnier – ins Achtelfinale ein, wo er Jimmy White unterlag und aus dem Turnier ausschied. Beim UK Championship erreichte Taylor nach einem Sieg über Jim Meadowcroft das Achtelfinale, wo er Terry Griffiths unterlag. Nach zwei Auftaktniederlagen gegen Steve Davis beim Classic und beim Tolly Cobbold Classic sowie einer Niederlage in der Qualifikationsgruppe für das International Masters besiegte er bei der irischen Profimeisterschaft die Iren Billy Kelly und Patsy Fagan, bevor er im Finale mit 11:16 gegen Weltmeister Alex Higgins verlor und gab damit nach drei Jahren den Titel des besten irischen Profis wieder ab. Anschließend verlor Taylor sein Auftaktspiel beim Irish Masters, ehe er bei der Snookerweltmeisterschaft nach einem 10:9-Sieg über Silvino Francisco im Achtelfinale gegen den späteren Weltmeister Steve Davis verlor. Zum Saisonabschluss nahm Taylor wieder am Pontins Professional teil, wo er im Halbfinale an Ray Reardon scheiterte. Auf der Weltrangliste konnte Taylor wegen seiner Viertelfinalteilnahme bei den International Open seinen dreizehnten Platz halten.
Die Saison 1983/84 begann für Taylor mit einer Auftaktniederlage beim Australian Masters, das als kleines Einladungsturnier kurz nach Saisonbeginn ausgetragen wurde, bevor er bei den International Open im Achtelfinale an Cliff Thorburn scheiterte. Nach einer Niederlage im Auftaktmatch beim Professional Players Tournament, der später lange Zeit als Grand Prix ein Ranglistenturnier war, belegte Taylor bei der Professional Snooker League den zweiten Platz hinter John Virgo. Nach einer Achtelfinalteilnahme beim UK Championship erreichte er beim Pot Black das Viertelfinale, in dem er gegen Willie Thorne verlor. Nach zwei weiteren Auftaktniederlagen und einem sieglosen Ausscheiden in der Qualifikationsgruppe des International Masters erreichte er das Halbfinale des Irish Masters, in dem er sich im Decider dem Waliser Terry Griffiths geschlagen geben musste. Zum Saisonabschluss gelangen ihm bei der Snookerweltmeisterschaft Siege über Joe Johnson, John Parrott und Doug Mountjoy, ehe er im Halbfinale an Steve Davis scheiterte, der kurz darauf seinen dritten WM-Titel holte. Durch diesen Halbfinaleinzug konnte sich Taylor auf der Weltrangliste auf Platz 11 verbessern.

### Erfolgsjahre 1984–1986 und Gewinn des Jahrhundertmatchs 1985
Die Saison 1984/85 begann für Taylor mit zwei Auftaktniederlagen bei Einladungsturnieren in Australien und Neuseeland, bevor er nach Siegen über Murdo MacLeod und Joe Johnson mit einem 5:2-Sieg über Mike Hallett das Costa Del Sol Classic gewann. Auch das nächste Turnier – die International Open – begann für Taylor mit Siegen über Danny Fowler und Joe Johnson gut, als er vor der Viertelfinalpartie gegen Silvino Francisco vom unerwarteten Tod seiner Mutter Annie im Alter von 62 Jahren erfuhr. Davon erschüttert, gab er kampflos auf und verlor zeitweise jegliches Interesse am Snooker.
Auch das nächste Turnier – das Weltranglistenturnier Grand Prix – wollte Taylor schon absagen, als ihn seine Familie davon überzeugen konnte, doch anzutreten und für seine verstorbene Mutter zu spielen. Trotz der Trauer besiegte er unter anderem John Virgo, Ray Reardon, Kirk Stevens und Neal Foulds, sodass er im Finale stand. Dort besiegte er den Kanadier Cliff Thorburn mit 10:2 und gewann sein erstes Ranglistenturnier. Anschließend erreichte er beim UK Championship das Achtelfinale, das er aber gegen Tony Knowles verlor. Es folgten zwei Auftaktniederlagen, ehe er bei den British Open ins Viertelfinale einzog, wo er sich Kirk Stevens geschlagen geben musste. Nach einer Auftaktniederlage beim Irish Masters holte er sich nach Siegen über Jackie Rea und Eugene Hughes mit einem 10:5 über Alex Higgins auch den Titel der irischen Profimeisterschaft zurück.
Zum Saisonabschluss zeigte er auch bei der Snookerweltmeisterschaft Topform, als er Silvino Francisco mit 10:2, Eddie Charlton mit 13:6, Cliff Thorburn mit 13:5 und im Halbfinale Tony Knowles mit 16:5 aus dem Turnier warf und selbst das WM-Finale erreichte. Des Weiteren gewann Taylor zusammen mit Alex Higgins und Eugene Hughes mit 9:7 gegen das englische Team um Steve Davis, Tony Knowles und Tony Meo den World Cup.

#### WM-Finale 1985: Das Match des Jahrhunderts

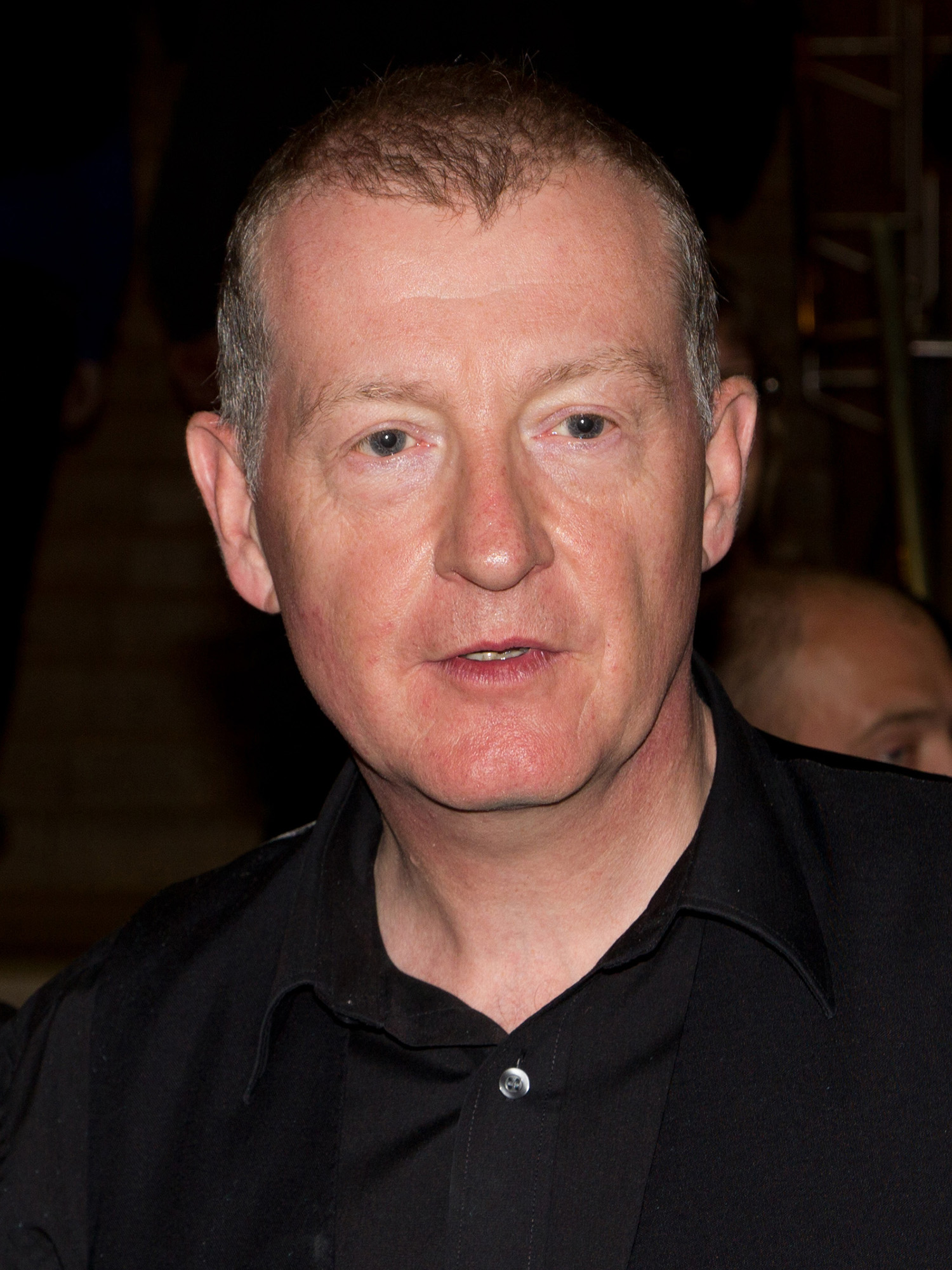
Taylors Gegner Steve Davis (2010)

In diesem WM-Finale traf er auf Steve Davis, der zu diesem Zeitpunkt bereits drei Weltmeisterschaften gewonnen hatte. Taylor geriet schnell mit 0:8 in Rückstand, ehe Steve Davis im neunten Frame eine Grüne verschoss und den Faden verlor. Taylor nutzte die Chance und holte zum 7:9 auf. Am zweiten Tag gelang Taylor ein weiterer Framegewinn, ehe Davis auf 8:11 erhöhte. Nachdem Taylor ausgeglichen hatte, schaffte es Davis, mit 11:14 und 12:15 in Führung zu gehen. Anschließend glich Taylor aus, ehe Davis erneut – diesmal mit 15:17 – in Führung ging und somit nur noch einen Frame zum dritten WM-Titel in Folge brauchte.
Doch Taylor glich mit einem 42er- und einem 57er-Break zum 17:17 aus. Im Decider spielten beide Spieler – laut Davis – so, als ob sie in einem Working men’s club „um den Preis eines Stückchen Kuchens und einem Pint“ spielen würden. Davis schafft es mit 62:44 in Führung zu gehen, wobei lediglich noch 22 Punkte auf dem Tisch lagen. Durch das Lochen der Farben braun, blau und pink kam Taylor auf 59:62 heran, sodass nur noch die schwarze Kugel auf dem Tisch lag.
Nach jeweils zwei Shots to nothing seitens Taylor und einer Safety seitens Davis misslang Davis die zweite Safety so sehr, dass Taylor die Chance auf einen Locherfolg hatte. Doch Taylor misslang ebenjener so sehr, dass Davis einen einfachen Stoß auf dem Tisch liegen hatte, wobei Taylor sich auf seinen Stuhl setzte und die Augen schloss. Doch zum Unglauben aller Zuschauer spielte Davis – in der Angst, den Stoß zu dick zu spielen – zu dünn und verschoss. Taylor kam an den Tisch und lochte um etwa 00:20 Uhr Ortszeit die Schwarze, sodass er den Frame, somit das Spiel und auch die Snookerweltmeisterschaft gewann. Das Spiel sollte später unter verschiedenen Namen wie Jahrhundertmatch, Match des Jahrhunderts, Black ball decision und weiteren in die Snookergeschichte eingehen, da neben den Zuschauern im Crucible Theatre auch knapp 18,5 Millionen Menschen auf BBC2 zuschauten.
Durch den Gewinn der WM erreichte Taylor den vierten Weltranglistenplatz, zugleich wurde er etwa eine Woche nach dem WM-Finale von Barry Hearn, dem langjährigen Manager von Steve Davis, und seiner Firma Matchroom Sport unter Vertrag genommen. Taylor profitierte vor allem von dem Vertrag mit Matchroom, da er nun zu Matchroom-Turnieren wie der World Series eingeladen wurde. Später wurde Ian Doyle Taylors Manager.

#### Saison 1985/86: Die Saison als Weltmeister
Durch seinen WM-Erfolg in Sheffield wurde Taylor in der nächsten Saison zu mehr Einladungsturnieren eingeladen, was sich direkt am Saisonbeginn bemerkbar machte: Nach einer Halbfinalniederlage gegen Doug Mountjoy beim Pot Black erreichte Taylor das Finale des Thailand Masters, wo ihm ein 4:0 über Terry Griffiths gelang (auch das Thailand Masters wurde später zum Ranglistenturnier). Nach drei Auftaktniederlagen bei Einladungsturnieren erreichte er das Halbfinale der Matchroom Trophy, wo er jedoch Cliff Thorburn unterlag.
Anschließend erreichte er beim Grand Prix direkt das nächste Finale eines Ranglistenturnieres, in dem er erneut auf Steve Davis traf. Wieder ging das Match in den Decider, doch Davis siegte am Ende mit 9:10. Beim Einladungsturnier Canadian Masters gelangen ihm Siege über John Parrott und Ray Reardon, ehe er im Finale zum zweiten Mal in Folge auf Steve Davis traf. Diesmal wiederum hatte Taylor mehr Glück und siegte mit 9:5. Auch beim anschließenden UK Championship setzte Taylor seine Siegesserie fort, bis er im Halbfinale dem Engländer Willie Thorne unterlag.
Doch kurz darauf besiegte er beim KitKat Break for World Champions den Engländer Fred Davis und erneut Terry Griffiths, sodass er erneut in einem Finale gegen Steve Davis stand. Wieder war Taylor besser und gewann auch dieses Endspiel mit 9:5. Nach einer Achtelfinalniederlage beim Classic und einer Auftaktniederlage beim Belgian Classic – beide Male gegen Alex Higgins – erreichte er beim Masters das Viertelfinale, in dem er von Jimmy White besiegt wurde. Nach zwei Auftaktniederlagen verlor Taylor mit einer 6:10-Niederlage gegen Mike Hallett in der ersten Hauptrunde der Snookerweltmeisterschaft auch seinen WM-Titel, womit auch er dem „Fluch des Crucibles“ erlag.
Zum Saisonabschluss gewann Taylor aber nach Siegen über Billy Kelly und Tommy Murphy die irische Profimeisterschaft mit einem 10:7-Sieg über Alex Higgins. Auf der Weltrangliste stieg er trotz der Auftaktniederlage bei der WM auf den dritten Platz – hinter Steve Davis, der zum zweiten Mal in Folge (diesmal gegen Joe Johnson) ein WM-Finale verloren hatte und dem Kanadier Cliff Thorburn – der Weltrangliste. Zum Ende der Saison gewann Taylor des Weiteren mit Alex Higgins und Eugene Hughes zum zweiten Mal in Folge den World Cup, diesmal mit 9:7 gegen das aus Cliff Thorburn, Kirk Stevens und Bill Werbeniuk bestehende kanadische Team.

### 1986–1989: Erfolge bei Einladungsturnieren
Gleich zu Beginn der Saison 1986/87 erreichte Taylor das Finale des Australian Masters, wo er Steve Davis mit 3:2 besiegen konnte. Nach einer Auftaktniederlage und einer Halbfinalniederlage erreichte er im vierten Turnier wieder ein Finale, diesmal das vom nur zwei Mal ausgetragenen Malaysian Masters, wo er jedoch mit 1:2 gegen Jimmy White verlor. Direkt im Auftaktmatch des nächsten Turnieres – das Hong Kong Masters, welches über mehrere Jahre hinweg als Einladungsturnier ausgetragen wurde – revanchierte er sich, bevor Taylor im Finale mit 3:8 an Willie Thorne scheiterte. Doch Taylor beendete die Serie der Finalniederlagen, als er bei der anschließenden Carlsberg Challenge im Finale Jimmy White mit 8:3 besiegen konnte. Nach einer Halbfinalniederlage bei der Matchroom Professional Championship erreichte er bei den ersten beiden Ranglistenturnier – International Open und Grand Prix – jeweils das Achtelfinale, in dem er jedoch stets verlor.
Nach einer Auftaktniederlage beim Canadian Masters und einer frühen Niederlage in der zweiten Runde des UK Championships erreichte Taylor das Halbfinale des Pot Blacks, das er aber gegen Kirk Stevens verlor. Zum Start in das neue Jahr nahm er dann erfolglos an der Matchroom League, die ebenfalls exklusiv für Matchroom-Spieler war, teil, kurz bevor er beim Classic eine Auftaktniederlage erlitt. Es folgte das Masters, bei dem Taylor durch Siege über Neal Foulds, Silvino Francisco und Cliff Thorburn in ein nordirisches Finale mit Alex Higgins einzog. Trotz einer 5:8-Führung seitens Higgins gewann Taylor am Ende mit 9:8 und damit nach der WM 1985 seinen zweiten Titel der Triple Crown. Kurz darauf gewann er durch einen 9:2-Sieg über Joe O’Boye zum dritten Mal in Folge und zum sechsten Mal insgesamt die irische Profimeisterschaft.
Anschließend erreichte er das Viertelfinale der British Open, bevor er nach einer frühen Niederlage beim Kent Cup, welcher in China ausgetragen wurde, im Halbfinale des Irish Masters gegen Willie Thorne verlor. Zum Saisonabschluss verlor Taylor im Achtelfinale der Snookerweltmeisterschaft nach einem Sieg über den Waliser Mark Bennett gegen Neal Foulds. Dennoch verlor er wegen seiner relativ schlechten Ergebnisse bei Ranglistenturnieren (beispielsweise war das Masters ein Einladungsturnier, sodass es keinen Einfluss auf die Weltrangliste hatte) auf der Weltrangliste für die nächste Saison fünf Plätze und landete auf Rang 8. Außerdem gewann Taylor beim World Cup zusammen mit Alex Higgins und Eugene Hughes den dritten Titel in Folge; in einer Neuauflage des Vorjahresendspiels besiegten sie Kanada mit 9:2.
Auch die nächste Saison begann für Taylor mit einem Sieg in einem Einladungsturnier: Im Finale des Tokyo Masters besiegte er Terry Griffiths mit 6:3. Nach einer Halbfinalniederlage gegen Steven Davis beim Hong Kong Masters sowie einer Auftaktniederlage beim Scottish Masters gewann er mit einem 8:5-Sieg über Joe Johnson mit der Carling Challenge ein weiteres Einladungsturnier, welches unter verschiedenen Namen bis 1988 auf der Main Tour war. Nach einer frühen Niederlage gegen Martin Clark bei den International Open gewann er mit einem 10:3-Sieg die Matchroom Professional Championship. Kurz darauf erreichte er beim Grand Prix nach zwei Jahren erneut ein Ranglistenturnierfinale, das er aber mit 7:10 gegen Stephen Hendry verlor. Des Weiteren verlor Taylor zusammen mit Cliff Thorburn im Finale der World Doubles Championship gegen Mike Hallett und Stephen Hendry. Anschließend gewann er beim Canadian Masters sein viertes Einladungsturnier innerhalb einer Saison, ehe er nach einer Teilnahme an der Runde der letzten 32 des UK Championship im Viertelfinale des Classics ausschied. Nach einer Teilnahme an der Matchroom League verlor Taylor mit einer Auftaktniederlage seinen Masters-Titel, beerbt wurde er von Steve Davis, der in dieser Saison zum ersten Mal alle Triple-Crown-Turniere in einer Saison gewinnen sollte. Kurz darauf verlor er auch seinen Titel bei der irischen Profimeisterschaft, als er im Finale von Jack McLaughlin besiegt wurde. Nach zwei verhaltenen Turnieren schied Taylor zum Ende der Saison im Achtelfinale der Snookerweltmeisterschaft aus, als er dem Malteser Tony Drago unterlag. Trotz seiner Finalteilnahme beim Grand Prix rutschte Taylor um zwei weitere Plätze auf Rang 10 der Weltrangliste ab.
Die Saison 1988/89 begann für Taylor mit einer Halbfinalteilnahme am Hong Kong Masters, bevor er bei den International Open im Viertelfinale an Steve Davis scheiterte. Nach zwei verhaltenen Turnieren zog er beim Matchroom Professional Championship, ebenfalls ein Matchroom-Turnier, ins Finale ein, in dem mit 7:10 Steve Davis unterlag. Kurz darauf erreichte er beim Grand Prix ein weiteres Ranglistenturnierhalbfinale, in dem jedoch mit 1:9 krachend gegen Steve Davis verlor. Nach einer Viertelfinalniederlage gegen Jimmy White beim zum Ranglistenturnier erhobenen Canadian Masters zog er beim UK Championship ins Viertelfinale ein, wo er gegen John Parrott den Kürzeren zog. Es folgten eine Viertelfinalteilnahme am World Matchplay sowie eine Halbfinalniederlage gegen Steve Davis beim Norwich Union Grand Prix (das langer Zeit wieder ein von Norwich Union gesponsertes Turnier darstellte), ehe er beim Classic sich in der zweiten Hauptrunde dem Waliser Steve Newbury geschlagen geben musste. Anschließend verlor er sein Auftaktmatch beim Masters und zog in die zweite Hauptrunde der European Open ein, die als erstes Ranglistenturnier auf dem europäischen Festland ausgetragen wurden, in der er vom Waliser Doug Mountjoy besiegt wurde. Kurz vorm Saisonabschluss in Sheffield verlor Taylor zwei Auftaktpartien in Folge; im Rahmen der Snookerweltmeisterschaft gelang ihm immerhin ein Sieg über den Iren Eugene Hughes, bevor er im Achtelfinale gegen John Parrott ausschied. Parrott schaffte anschließend den Sprung ins WM-Finale gegen Steve Davis, das er jedoch mit 3:18 verlor – womit Steve Davis bei seinem letzten WM-Gewinn noch den Rekord für den höchsten Sieg in einem Endspiel aufstellte. Durch seine erneuten Erfolge schaffte Taylor den Sprung auf den achten Weltranglistenplatz.

### 1989–1992: Letzte Main-Tour-Erfolge
Die Saison 1989/90 begann für Taylor mit einer Viertelfinalteilnahme an den Hong Kong Open, nachdem er bei dem Einladungsturnier New Zealand Masters sein Auftaktmatch verloren hatte. Nach zwei Niederlagen in Auftaktspielen zog Taylor bei den International Open ins Achtelfinale ein, wo er jedoch gegen Brian Morgan verlor. Kurz darauf erlitt Taylor eine erneute Auftaktniederlage, doch anschließend erreichte er erst beim Grand Prix das Viertelfinale sowie beim UK Championship das Achtelfinale, in denen er sich Dean Reynolds bzw. Mike Hallett geschlagen geben musste. Nach einer Viertelfinalteilnahme beim Einladungsturnier World Matchplay sowie einer erfolglosen Teilnahme an der Matchroom League erreichte er beim Classic die zweite Hauptrunde, in der er im Decider dem Malteser Tony Drago unterlag. Kurz darauf verlor er sein Auftaktmatch beim Masters, ehe ihm bei den British Open ein Einzug ins Achtelfinale gelang. Kurz nach einer weiteren Auftaktniederlage – diesmal bei den European Open – erreichte er durch Siege über Cliff Thorburn, Alex Higgins und Jimmy White beim Irish Masters das Finale, das er jedoch mit 4:9 gegen Steve Davis verlor. Trotz dieser Finalteilnahme bei einem Einladungsturnier scheiterte Taylor in der ersten Hauptrunde der Snookerweltmeisterschaft an Neal Foulds, der ihn mit 8:10 besiegte. Durch seine durchwachsenen Ergebnisse rutschte Taylor erneut auf den 10. Weltranglistenplatz ab. Des Weiteren musste sich Taylor während der Saison zusammen mit Alex Higgins und Tommy Murphy im Finale des World Cups dem kanadischen Team mit Cliff Thorburn, Alain Robidoux und Bob Chaperon geschlagen geben.
Nach einem verhaltenen Start in die nächste Saison erreichte Taylor die Runde der letzten 32 vom Grand Prix, wo er gegen Gary Wilkinson ausschied. Kurz darauf erreichte er bei den Asian Open nach Siegen über unter anderem Nigel Bond, Neal Foulds und Tony Chappel nach drei Jahren wieder ein Ranglistenturnierfinale, das er jedoch mit 3:9 gegen den Weltmeister Stephen Hendry verlor. Nach zwei Auftaktniederlagen, darunter beim UK Championship, gewann er beim Classic wieder ein Spiel, bevor er in der zweiten Hauptrunde ausschied. Danach nahm Taylor erfolglos an der Matchroom League teil, ehe er beim Einzelwettbewerb der Männer beim World Masters die Runde der letzten 32 und dort gegen Darren Morgan verlor. Nach einer Auftaktniederlage beim Masters erreichte Taylor anschließend sowohl bei den British Open als auch bei den European Open das Viertelfinale, wo er sich erst Stephen Hendry und dann Tony Jones geschlagen geben musste. Beim Irish Masters gelang Taylor der insgesamt dritte und letzte Sieg in seiner Karriere über Stephen Hendry (in 17 Spielen gab es zudem ein Unentschieden), doch im anschließenden Halbfinale unterlag er John Parrott, der nur kurz danach die Snookerweltmeisterschaft gewinnen sollte. Dort gelangen Taylor Siege über Joe Johnson und Tony Jones, ehe er im Viertelfinale an Steve Davis scheiterte. Auf der Weltrangliste verbesserte sich Taylor um einen Platz auf Rang 9.
Auch die Saison 1991/92 begann verhalten, ehe Taylor das Viertelfinale der Hong Kong Challenge (ein neues Turnier, demzufolge nicht zu verwechseln mit dem Hong Kong Masters und den Hong Kong Open) erreichte, in dem er Stephen Hendry unterlag. Nach zwei weiteren Niederlagen in seinen Auftaktmatchs erreichte er bei der Seniorenweltmeisterschaft – die lediglich für ältere Spieler zugänglich war – das Halbfinale, in dem er vom Australier Eddie Charlton besiegt wurde. Kurz darauf gelang ihm beim Dubai Classic, welches das erste Ranglistenturnier im Nahen Osten war, der Einzug ins Viertelfinale, wo er gegen Tony Knowles verlor. Nach einer Auftaktniederlage beim Grand Prix erreichte er beim UK Championship die zweite Hauptrunde sowie beim World Matchplay das Viertelfinale, das bei diesem Einladungsturnier ebenfalls die zweite Runde war. Nach einer Auftaktniederlage bei der Belgian Challenge erreichte er erst beim Classic die Runde der letzten 32 und kurz darauf das Achtelfinale der Asian Open, wo er mit 0:5 an Steve Davis scheiterte. Nach einer Auftaktniederlage beim Masters zog er bei den Welsh Open erst ins Achtelfinale ein und anschließend bei den British Open in die Runde der letzten 32 ein. Es folgten zwei Turniere mit verhaltenen Ergebnissen, bevor er bei den European Open das Achtelfinale und beim Einladungsturnier Irish Masters das Viertelfinale erreichte. Bei der Snookerweltmeisterschaft erlitt er eine Auftaktniederlage gegen Mick Price, bevor Taylor zum Saisonabschluss nach Siegen über Dermot McGlinchey und Stephen Murphy das Halbfinale der irischen Profimeisterschaft erreichte, wo er an Joe Swail scheiterte. Auf der Weltrangliste fiel er zum ersten Mal seit acht Jahren wieder aus den Top 10 der Weltrangliste, für die neue Saison war er auf Rang 11 gelistet.

### 1992–1995: Absturz auf Weltranglistenplatz 32
Nach einer Viertelfinalniederlage gegen Stephen Hendry zum Beginn der Saison 1992/93 erreichte Taylor sowohl beim Dubai Classic als auch beim Grand Prix das Achtelfinale. Nach einer Teilnahme an der Runde der letzten 32 des UK Championships gewann er in den folgenden drei Turnieren nur ein Spiel – unter anderem verlor er beim Masters sein Auftaktmatch. Erst bei den European Open fand Taylor wieder in seine alte Stärke zurück und zog mit Siegen über Anthony Harris und Mike Hallett ins Achtelfinale ein, wo er jedoch an Stephen Hendry scheiterte. Nach einer Auftaktniederlage erreichte er bei den Asian Open die Runde der letzten 32, bevor er bei zwei weiteren Turnieren ebenfalls seine Auftaktspiele verlor. Erst beim Saisonabschluss in Sheffield gewann er wieder Spiele. Mit einem 10:9-Sieg über Tony Drago und einem 13:11-Sieg über Terry Griffiths zog er ins Viertelfinale ein, wo er Jimmy White unterlag, der zum vierten Mal in Folge ins Finale einzog und dort zum vierten Mal in Folge verlor. Auf der Weltrangliste rutschte Taylor um vier weitere Plätze auf den 15. Platz ab.
In der nächsten Saison verschlechterten sich Taylors Ergebnisse. So gewann er – neben einem Spiel beim Pot Black – erst beim UK Championship ein Spiel, ausgerechnet mit 9:3 gegen Alex Higgins, ehe er an Tony Drago scheiterte. Es folgte ein weiterer Sieg bei den European Open, wo er im Achtelfinale gegen Steve Davis verlor, und eine Auftaktniederlage bei den Welsh Open. Seinen größten Saisonerfolg fuhr er dann beim Masters ein, wo er erstmals durch seinen 15. Ranglistenplatz in der Wildcardrunde antreten musste und dort den Youngster und späteren fünffachen Weltmeister Ronnie O’Sullivan mit 5:1 besiegte. Anschließend gelang ihm ein Sieg über Willie Thorne, ehe er im Viertelfinale von Neal Foulds besiegt wurde. Die daraus resultierenden 18.000 Pfund Sterling sollten zum Saisonende knapp 40 % des gesamten Saisonerlöses für Taylor ausmachen. Nach dem Masters gewann er bei den International Open und British Open immerhin noch seine Auftaktpartien, verlor jedoch in der jeweils anschließenden Runde. Zudem verlor er seine Auftaktmatches bei den Thailand Open und beim Saisonabschluss, der Snookerweltmeisterschaft. Auf der Weltrangliste verlor er neun Plätze und landete auf Rang 24. In der folgenden Saison war er deshalb nicht mehr direkt für die Hauptrunden der Ranglistenturniere qualifiziert, sondern musste sich vorab qualifizieren.
Die Saison 1994/95 begann für Taylor mit einem 5:0-Sieg über Mark King in der Qualifikation für das Dubai Classic, ehe er in dessen erster Hauptrunde an Peter Ebdon scheiterte. Nach einer Auftaktniederlage beim Grand Prix erreichte Taylor die Runde der letzten 32 vom UK Championship, bevor er eine weitere Auftaktniederlage einstecken musste. Im neuen Jahr erreichte er mit Siegen über Jimmy White, Willie Thorne und Terry Griffiths bei der Charity Challenge – einem Einladungsturnier – nach fünf Jahren wieder ein Turnierfinale. Dort traf er auf Stephen Hendry, der Taylor mit 1:9 besiegte. Für Taylor stellte diese Niederlage zugleich seine letzte Finalteilnahme auf der Main Tour dar. In den folgenden vier Ranglistenturnieren schaffte Taylor anschließend den Sprung in die Hauptrunde, doch jedes Mal schied er aus – drei Mal im Decider. Zum Saisonabschluss verlor er jedoch mit 2:10 sein Qualifikationsmatch für die Snookerweltmeisterschaft gegen Anthony Davies, sodass er zum ersten Mal seit 1974, als er in der ersten Runde gegen Marcus Owen verloren hatte, eine WM-Hauptrunde verpasste. Dies war eines der Vorzeichen, dass Taylors Profikarriere sich ihrem Ende zuneigte. Auf der Weltrangliste konnte er sich gerade so in den Top 32 halten, er belegte den 32. Platz der Weltrangliste der kommenden Saison.

### 1995–1998: Kurzzeitiger Aufschwung und darauffolgender Abschwung
Die Saison 1995/96 begann für Taylor mit einem Hauptrundeneinzug beim Thailand Classic, wo er John Parrott unterlag. Nach einer Auftaktniederlage beim Grand Prix erreichte er beim UK Championship das Achtelfinale, bevor er nach zwei Auftaktniederlagen auch bei den Welsh Open das Achtelfinale erreichte. In beiden Turnieren war dann dort aber Schluss, beim UK Championship verlor er gegen Ken Doherty und bei den Welsh Open gegen John Parrott. Zudem erreichte er anschließend drei Mal die Runde der letzten 32 (bei den International Open, bei den European Open und bei den British Open), wobei er zwischendurch bei den Thailand Open eine Auftaktniederlage einstecken musste. Zum Abschluss der Saison erreichte Taylor zum zweiten Mal in Folge nicht die Hauptrunde der Snookerweltmeisterschaft, er verlor sein entscheidendes Qualifikationsmatch gegen Rod Lawler. Dennoch arbeitete sich Taylor durch die beiden Achtelfinalteilnahmen nach fünf Jahren zum ersten Mal wieder nach oben, er belegte in der kommenden Saison Rang 26.
Die nächste Saison begann für Taylor mit zwei Auftaktniederlagen schon deutlich schlechter, sodass er erst beim UK Championship gegen Peter Lines sein erstes Spiel gewann, wobei er anschließend gegen Ken Doherty verlor, der zum Ende der Saison seinen ersten WM-Titel gewinnen sollte. Nach einer weiteren Auftaktniederlage zog er sowohl bei den Welsh Open als auch bei den International Open in die Runde der letzten 32 ein, wo er jedoch beide Male verlor. Auch bei den nächsten beiden Ranglistenturnieren verlor er seine Auftaktmatches, wobei er dazwischen beim Seniors Pot Black – einem Sonderformat des Pot Blacks – das Halbfinale erreichte, das er gegen Joe Johnson verlor. Bei den British Open gelang Taylor ein weiterer Einzug in eine Runde der letzten 32, bevor er zum Saisonende mit einer 7:10-Niederlage gegen Lee Walker erneut die Hauptrunde der Snookerweltmeisterschaft verpasste. Auf der Weltrangliste rutschte er zum Ende der Saison aus den Top 32 heraus – er landete auf Rang 34.
Im Gegensatz zu der vorherigen Saison begann für Taylor die Saison 1997/98 deutlich besser. Nach einem Ausscheiden in der Vorqualifikation für das Scottish Masters erreichte er beim Grand Prix durch einen 5:2-Sieg über Jamie Woodman die Runde der letzten 64, in welcher er gegen Chris Small verlor. Anschließend erreichte er beim UK Championship durch Siege über Wayne Brown und Steve James die Runde der letzten 32, in der er Mark Williams unterlag. Doch in den folgenden sechs Turnieren einschließlich der Snookerweltmeisterschaft verlor Taylor seine Auftaktmatches, sodass er auf der Weltrangliste auf Platz 52 landete und so aus den Top 50 rutschte. Für Taylor begannen nun die letzten Profijahre.

### 1998–2000: Letzte Profijahre

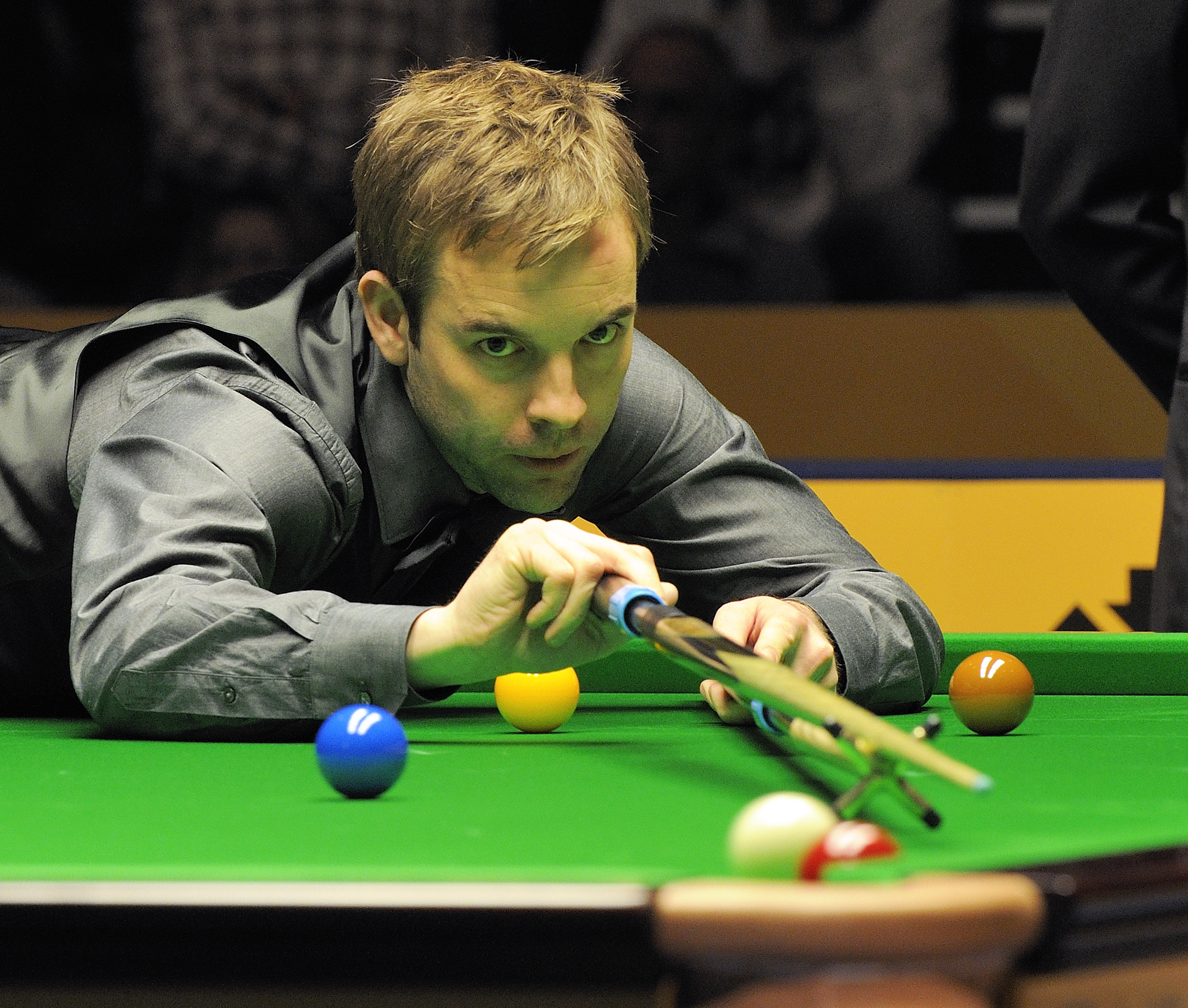
Gegen Allister Carter gelang Taylor sein letzter Profisieg

Nach einem miserablen Start in die Saison 1998/99 mit drei Auftaktniederlagen zog Taylor beim UK Championship mit Siegen über Wayne Jones und Gary Wilkinson in die Runde der letzten 32 ein, wo er jedoch an James Wattana scheiterte. Nach drei weiteren Niederlagen in seinen Auftaktspielen gewann er beim China International, den späteren China Open, gegen David Coles sein drittes und letztes Spiel der Saison. Nach einer anschließenden Niederlage gegen Peter Lines verlor er auch bei den letzten beiden Turnieren der Saison seine Auftaktspiele, inklusive der Snookerweltmeisterschaft. Kurz vor dem Turnier gab Taylor bekannt, mit der WM 1999 seine Profikarriere beenden zu wollen, nachdem er sich wegen der immer schlechter gewordenen Ergebnisse immer mehr als Kommentator betätigt hatte. Im Turnierverlauf entschied er sich jedoch, ein weiteres Jahr auf der Profitour zu bleiben. Auf der Weltrangliste stürzte er um weitere 35 Plätze ab, er belegte in der nächsten Saison Platz 88 der Weltrangliste.
Immerhin startete die nächste Saison mit einem White-wash über Peter McCullagh bei den British Open etwas besser, anschließend verlor er jedoch im Decider gegen Mick Price. Doch die Negativserie aus der letzten Saison setzte sich danach fort: In den folgenden fünf Turnieren konnte Taylor kein einziges Spiel gewinnen. Erst in der Qualifikation für das Thailand Masters gewann er wieder ein Spiel, als er Allister Carter mit 5:1 besiegte. Doch er scheiterte in der kommenden Runde erneut im Decider, diesmal gegen Paul Davies. Nachdem er eine weitere Auftaktniederlage in der WM-Qualifikation gegen Sean Lanigan erlitten hatte, verlor er bei den Scottish Open in der Runde der letzten 128 mit 3:5 gegen Patrick Delsemme. Dieses Match sollte die letzte Profipartie von ihm sein. Mit dem Ende seiner 29. Profisaison beendete Dennis Taylor seine aktive Profikarriere, in deren Verlauf er Weltmeister war und er 19 Turniere gewinnen konnte.
Zum Ende der Saison 1999/2000 war Taylor auf den 115. Weltranglistenplatz abgestürzt. Aus unbekannten Gründen war er auch in der folgenden Saison auf der Weltrangliste gelistet, obwohl er kein einziges Spiel bestritt. Zum Ende der Saison 2000/2001 war er deshalb auf dem 161. Weltranglistenplatz gelistet.

### Ab 2000: Weitere Karriere
Nachdem er schon 1981 einen Auftritt in der The Kenny Everett Television Show hatte, trat Taylor im Laufe der 1980er-, 1990er- und 2000er-Jahre in mehreren Fernsehsendungen auf, unter anderem in A Question of Sport und Good Morning Britain. Des Weiteren ist Taylor, der 1998 zusammen mit Steve Davis und weiteren in den Vorstand der World Professional Billiards & Snooker Association gewählt wurde, einer der gefragtesten Snookerkommentatoren für BBC Sport und trat in dieser Rolle unter bei der UK Championship 2016 und der Snookerweltmeisterschaft 2016 sowie beim Masters 2017 hervor. Jedoch musste er seine Tätigkeit als Kommentator bei der WM 2016 durch eine Notoperation zur Entfernung seines Wurmfortsatzes unterbrechen. Außerdem nahm Taylor regelmäßig an Seniorenturnieren oder Exhibitions teil, bei denen er jedoch nur einen mäßigen Erfolg verzeichnen kann und meist seine Auftaktspiele verlor. Nach einem verlorenen Auftaktspiel gegen Barry Pinches bei der World Seniors Championship 2021 gab Taylor bekannt, zukünftig auf weitere Teilnahmen bei Seniorenturnieren zu verzichten. Er begründete das mit dem für ihn mittlerweile zu hohem Niveau.
Während der Weltmeisterschaft 2010 im Crucible Theatre in Sheffield spielte er zusammen mit Steve Davis aus Anlass des 25-jährigen Jubiläums ihres legendären WM-Endspiels 1985 zur Freude des Publikums den Entscheidungsframe als Unterhaltungsshow nach.
2014 wurde Taylor als zweiter Nordire nach Alex Higgins in die Snooker Hall of Fame aufgenommen – zusammen mit Cliff Thorburn.

## Spielweise
Taylors Spielweise wird von dem Snookerjournalisten Hector Nunn, der für verschiedenste Tages- und Sonntagszeitungen schrieb, als „beherzt und umsichtig“ beschrieben. In seinem Buch „The Crucible’s Greatest Matches“ lässt Nunn auch Taylors Konkurrenten Steve Davis zu Wort kommen, welcher Taylors Spielweise zusätzlich als clever beschreibt. Des Weiteren hat Taylor, der laut Davis deutlich unterschätzt wurde, im Vorfeld der WM 1985 viel an seinen Stößen gearbeitet, sodass diese nicht mehr ruckartig, sondern geschmeidig verliefen. Jedoch beschreibt Davis auch, dass Taylor mit viel Selbstvertrauen spielte und deshalb als eine Art Straßenkämpfer galt.

## Sonstiges

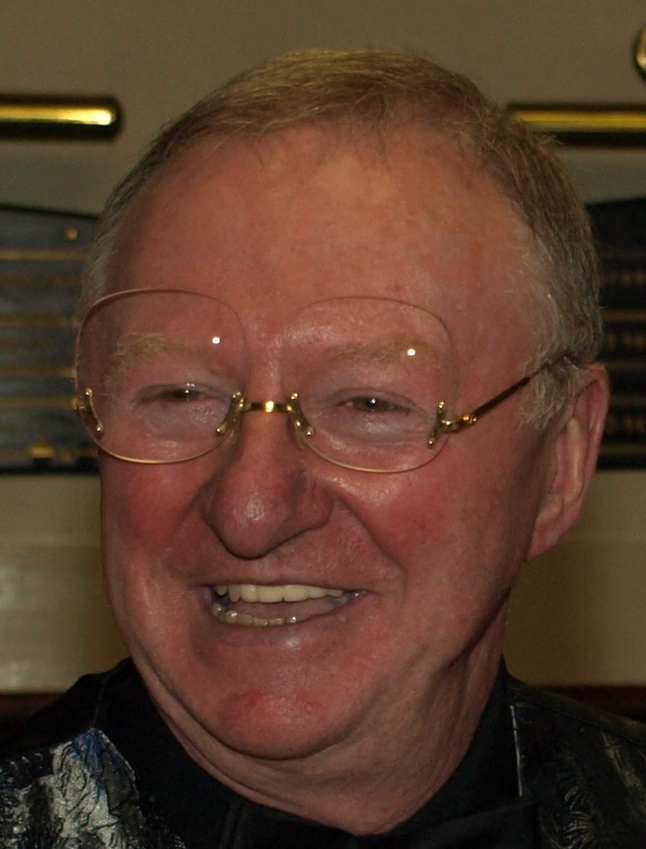
Taylor mit einer ähnlichen Brille

Das Markenzeichen von Taylor, der schon seit seiner Kindheit Probleme mit seinen Augen hatte, ist seine im Frühjahr 1983 erstmals von ihm getragene Brille, die nicht nur die Augen, sondern auch die Stirn bedeckt. Durch das Tragen dieser Brille konnte er während des vornübergebeugten Spielens seine Übersicht deutlich verbessern. Die Brille, die von Ex-Snookerspieler Jack Karnehm designt und gefertigt wurde, verbesserte während des Spielens seine Übersicht.
Allgemein galt Taylor als stets lustiger Spieler sowie als einer der Entertainer der Tour und somit als beliebter Spieler. Jedoch hatte er mit Alex Higgins einen Feind, der ihm offen den Tod wünschte. Der Grund dafür war, dass Higgins Protestant und Taylor Katholik war, wobei der Streit in die Zeit des Nordirlandkonfliktes zu verorten ist. Dieser Streit eskalierte im Jahr 1990, als Higgins nach einem verlorenen Spiel im Nations Cup im Bezug auf Taylor sagte, dass er ihn (Taylor) erschießen müsse, wenn er nach Nordirland zurückkommen würde. Beim Irish Masters 1990 trafen dann beide Spieler aufeinander. Dieses Spiel wurde im Voraus von Medien als „Hassduell“ bezeichnet, ebenso kamen zahlreiche Fans aus beiden Lagern ins irische Kill. Nachdem Taylor Higgins mit 5:2 besiegt hatte, entschuldigte sich Higgins für seine Wortwahl.
Taylor lebt mit seiner Frau Louise im walisischen Llay nahe Wrexham, wo Taylor seit 2003 Besitzer eines Hauses ist. Sein Sohn Damien ist ein professioneller Golf-Coach.

## Werke
1986 erschien seine Autobiographie Frame by Frame.
- Dennis Taylor: Frame by Frame. Futura Publications, England 1986, ISBN 978-0-7088-3148-9, S. 168.

## Erfolge
Während seiner Karriere erreichte Taylor zahlreiche Endspiele beziehungsweise den ersten oder zweiten Platz der Abschlusstabelle. Während sich eine Auflistung aller solcher Ergebnisse auf dieser Seite befindet, sind im Folgenden seine drei Finalteilnahmen bei den Turnieren der Triple Crown aufgelistet.
| Ausgang  | Jahr | Turnier                  | Finalist        | Frames |
| -------- | ---- | ------------------------ | --------------- | ------ |
| Finalist | 1979 | Snookerweltmeisterschaft | Terry Griffiths | 16:24  |
| Sieger   | 1985 | Snookerweltmeisterschaft | Steve Davis     | 18:17  |
| Sieger   | 1987 | Masters                  | Alex Higgins    | 9:8    |